# Rotonde Castellani
Pour les articles homonymes, voir Castellani.

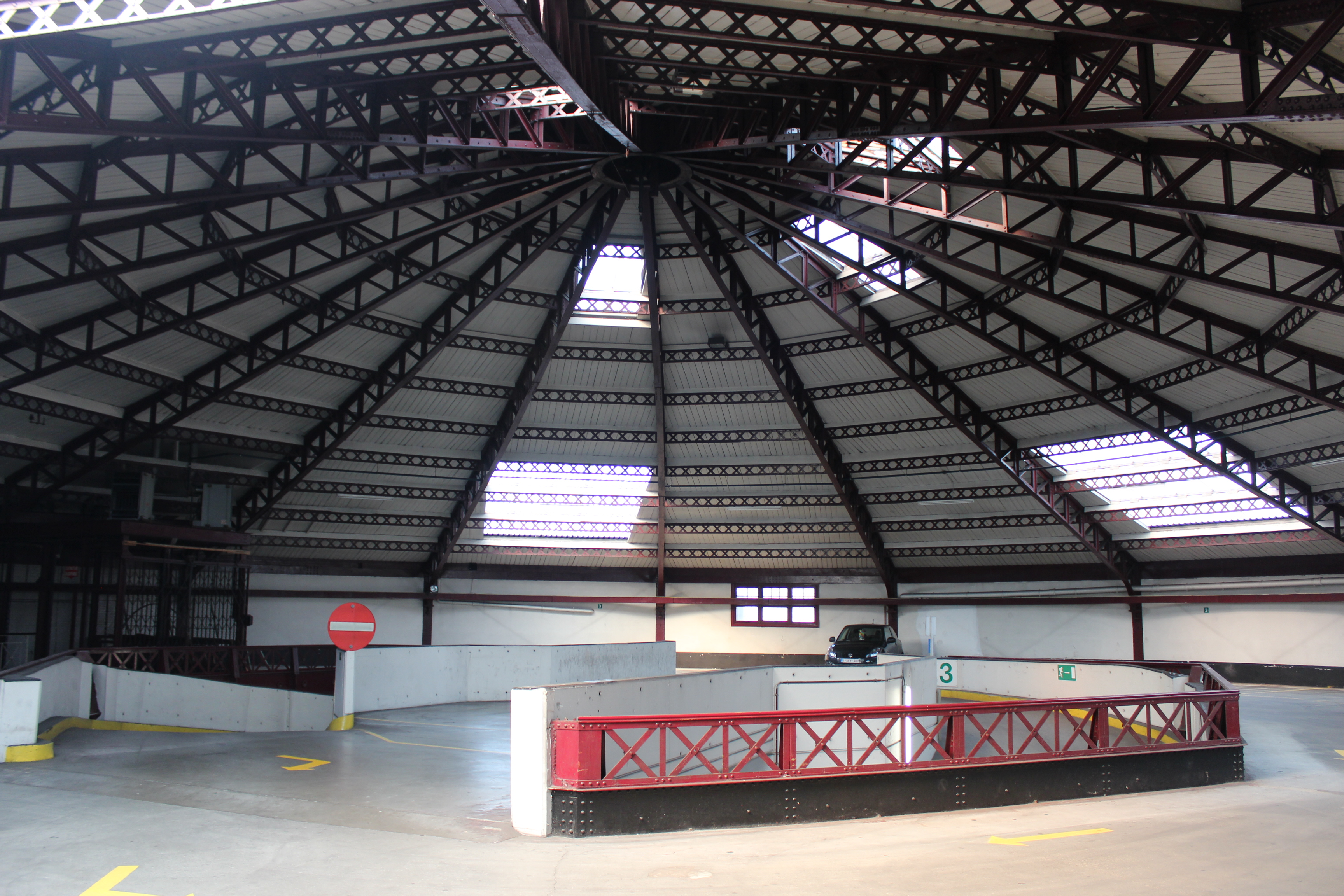
La plate-forme supérieure de la rotonde.

La rotonde Castellani, ainsi dénommée d'après le peintre panoramiste Charles Castellani (1838-1913), est un bâtiment construit dans le centre-ville de Bruxelles en 1879 sur les plans de l'architecte belge Henri Rieck. 
Située légèrement en marge de l'ancien boulevard du Hainaut (boulevard Maurice Lemonnier depuis 1918), la rotonde est initialement destinée à l'exposition de peintures monumentales circulaires appelées panoramas. L'exploitation s'arrête en 1924.

## Le bâtiment
Le bâtiment, construit en 1879 sur le plans de l'architecte Henri Rieck a été utilisé pour présenter des panoramas jusqu'en 1924, avant d'être transformé en parking, le Parking Panorama, entrées 10 boulevard Maurice Lemonnier et 19 rue Van Helmont. Suivant la tendance du début de vingtième siècle de dissimuler derrière une façade de tels bâtiments, la rotonde, située au cœur d'un îlot urbain, est tout à fait invisible de la voirie. L'entrée s'effectue par une porte cochère au milieu d'une imposante façade de style éclectique. Dès le rez-de-chaussée, des poutrelles métalliques, dont certaines sont cintrées, sont visibles. Au troisième étage du parking, un vaste espace à seize pans de côté et d'une circonférence de 120 mètres donne une idée de ce que pouvait être la vision du panorama. La charpente métallique d'origine en forme de coupole et surmontée d'un lanterneau et recouverte de planchettes en bois y est également visible.
La rotonde Castellani peut être visitée toute l'année, sept jours sur sept, à toute heure.

## Les peintures
Les toiles successivement présentées dans la « rotonde du boulevard du Hainaut » (actuel boulevard Maurice Lemonnier) puis, après renommage dans la « rotonde Castellani » sont : 
- 1880 : La Bataille de Waterloo par Charles Castellani
- 1881 : La Bataille d'Ulundi, par Charles Castellani
- 1883 : Les derniers jours de Pompéi, par Charles Castellani, toile précédemment exposée à Naples[1].
- 1921 : La Bataille de l'Yser par Alfred Bastien (exposée du 1er avril 1921 à 1924). Cette toile sera vue par 750 000 visiteurs avant d'être présentée à Ostende.

## Accès
- Ce site est desservi par la station de prémétro Anneessens.